# Галичко-Реканско благотворително братство
Галичко-Реканското културно-благотворително братство „Свети Йоан Бигор“ е патриотична и благотворителна обществена организация на македонски българи от региона Река, съществувала в българската столица София от 1915 година.

## История
Братството е създадено от емигранти от Реканско (Миячията) в София в 1915 година и негов пръв председател е Иван Смилев Мойсов от село Осой, подпредседател е Тодор Филиповски от Галичник, касиер Теофил Аврамов от село Тресонче, секретар Тодор Йосифов от Тресонче, съветници са Апостол Попожинов Чибуков от Селце и Серафим Гинов от Росоки, контролна комисия са Стоян Тасев от Лазарополе, Иван Аврамов от Янче и Манол Томов от Горна Река.
По-късни председатели на организацията са Марко Григоров - Брадина, Филип Томов, Апостол Христов Фръчковски и други.
Делегати от братството на обединителния конгрес на СМЕО и МФРО от януари 1923 година са Апостол Христов, Димитър Станишев, Иван Смилов и Матей Т. Христов.
Ново настоятелство е избрано на 24 февруари 1924 година в състав Н. Станишев (председател), Доксим Траянов (подпредседател), Петър Дойчинов (секретар), Никола Иванов (касиер), Стоян Тасев (съветник). На 7 февруари 1926 година в ново настоятелство влизат Руси Стоиянов (председател), Серафим Антонов (подпредседател), Филип Мурагьовски (секретар), Тома Кр. Чапаров (касиер) и Филип Иванов Филипов (секретар).
През 1941 година председател на братството е Игнат Юруков.